# Amblyterus paluma
Amblyterus paluma är en skalbaggsart som beskrevs av Peter Geoffrey Allsopp 1992. Amblyterus paluma ingår i släktet Amblyterus och familjen Rutelidae. Inga underarter finns listade i Catalogue of Life.